# 1989 VW
1989 VW är en asteroid i huvudbältet som upptäcktes den 4 november 1989 av den japanska astronomen Yoshiaki Oshima vid Gekko-observatoriet.
Asteroiden har en diameter på ungefär 23 kilometer och den tillhör asteroidgruppen Hilda.